# Micropholis emarginata
Micropholis emarginata är en tvåhjärtbladig växtart som beskrevs av Terence Dale Pennington. Micropholis emarginata ingår i släktet Micropholis och familjen Sapotaceae. IUCN kategoriserar arten globalt som starkt hotad. Inga underarter finns listade i Catalogue of Life.